# 左悠
左悠（1447年—？），字尚遠，江西建昌府南城縣人，民籍，明朝政治人物。進士出身。

## 生平
早年出身國子生，后中举江西鄉試第十八名。成化十一年（1475年）乙未科會試第一百五十一名，殿試登進士第二甲第二十七名。

## 家族
曾祖父左謙，贈監察御史。祖父左世傑。父亲左時良。